# Campionato sudamericano maschile di pallavolo 2017
Il campionato sudamericano maschile di pallavolo 2017 si è svolto dal 7 all'11 agosto 2017 a Santiago del Cile e Temuco, in Cile: al torneo hanno partecipato otto squadre nazionali sudamericane e la vittoria finale è andata per la trentunesima volta, la ventiseiesima consecutiva, al Brasile.

## Impianti
|                                                                                                   |                                                                              |  |
|                                                                                                   |                                                                              |  |
| Centro Nacional de Entrenamiento Olimpico Città: Santiago del Cile Capienza: - Anno d'apertura: - | Gimnasio Olímpico Regional UFRO Città: Temuco Capienza: - Anno d'apertura: - |  |

## Regolamento

### Formula
Le squadre hanno disputato una prima fase a gironi con formula del girone all'italiana; al termine della prima fase:
- Le prime due classificate di ogni girone hanno acceduto alla fase finale per il primo posto, strutturata in semifinali, finale per il terzo posto e finale.
- Le ultime due classificate di ogni girone hanno acceduto alla fase finale per il quinto posto, strutturata in semifinali, finale per il settimo posto e finale per il quinto posto.

### Criteri di classifica
Se il risultato finale è stato di 3-0 o 3-1 sono stati assegnati 3 punti alla squadra vincente e 0 a quella sconfitta, se il risultato finale è stato di 3-2 sono stati assegnati 2 punti alla squadra vincente e 1 a quella sconfitta.
L'ordine del posizionamento in classifica è stato definito in base a:
- Numero di partite vinte;
- Punti;
- Ratio dei set vinti/persi;
- Ratio dei punti realizzati/subiti;
- Risultati degli scontri diretti.

## Squadre partecipanti
| Squadra   | Qualificazione      | Ultima partecipazione |
| --------- | ------------------- | --------------------- |
| Argentina | -                   | Brasile 2015          |
| Brasile   | -                   | Brasile 2015          |
| Cile      | Paese organizzatore | Brasile 2015          |
| Colombia  | -                   | Brasile 2015          |
| Paraguay  | -                   | Brasile 2013          |
| Perù      | -                   | Brasile 2015          |
| Uruguay   | -                   | Brasile 2015          |
| Venezuela | -                   | Brasile 2015          |

## Torneo

### Fase a gironi
| Girone A  | Girone B  |
| --------- | --------- |
| Brasile   | Argentina |
| Colombia  | Cile      |
| Paraguay  | Perù      |
| Venezuela | Uruguay   |

#### Girone A

##### Risultati
| 7 agosto 2017 Gimnasio Olímpico Regional UFRO, Temuco Durata: ? - Spettatori: ? | Colombia  | 1 - 3 | Venezuela | 22-25, 18-25, 25-22, 24-26 |
| 7 agosto 2017 Gimnasio Olímpico Regional UFRO, Temuco Durata: ? - Spettatori: ? | Brasile   | 3 - 0 | Paraguay  | 25-4, 25-14, 25-10         |
| 8 agosto 2017 Gimnasio Olímpico Regional UFRO, Temuco Durata: ? - Spettatori: ? | Colombia  | 3 - 0 | Paraguay  | 25-18, 25-16, 25-17        |
| 8 agosto 2017 Gimnasio Olímpico Regional UFRO, Temuco Durata: ? - Spettatori: ? | Venezuela | 0 - 3 | Brasile   | 10-25, 16-25, 14-25        |
| 9 agosto 2017 Gimnasio Olímpico Regional UFRO, Temuco Durata: ? - Spettatori: ? | Venezuela | 3 - 0 | Paraguay  | 25-17, 25-9, 25-14         |
| 9 agosto 2017 Gimnasio Olímpico Regional UFRO, Temuco Durata: ? - Spettatori: ? | Brasile   | 3 - 0 | Colombia  | 25-14, 25-11, 25-21        |

##### Classifica
| Pos | Squadra   | Pt | G | V | P | SV | SP | Ratio | PF  | PS  | Ratio |
| --- | --------- | -- | - | - | - | -- | -- | ----- | --- | --- | ----- |
| 1   | Brasile   | 9  | 3 | 3 | 0 | 9  | 0  | MAX   | 225 | 114 | 1.973 |
| 2   | Venezuela | 6  | 3 | 2 | 1 | 6  | 4  | 1.500 | 213 | 204 | 1.044 |
| 3   | Colombia  | 3  | 3 | 1 | 2 | 4  | 6  | 0.666 | 210 | 224 | 0.937 |
| 4   | Paraguay  | 0  | 3 | 0 | 3 | 0  | 9  | 0.000 | 119 | 225 | 0.528 |

#### Girone B

##### Risultati
| 7 agosto 2017 Centro Olimpico, Santiago del Cile Durata: ? - Spettatori: ? | Argentina | 3 - 0 | Uruguay   | 25-16, 25-18, 25-20              |
| 7 agosto 2017 Centro Olimpico, Santiago del Cile Durata: ? - Spettatori: ? | Cile      | 3 - 0 | Perù      | 25-19, 25-12, 25-22              |
| 8 agosto 2017 Centro Olimpico, Santiago del Cile Durata: ? - Spettatori: ? | Argentina | 3 - 0 | Perù      | 25-15, 25-22, 25-12              |
| 8 agosto 2017 Centro Olimpico, Santiago del Cile Durata: ? - Spettatori: ? | Cile      | 3 - 0 | Uruguay   | 25-19, 25-12, 25-19              |
| 9 agosto 2017 Centro Olimpico, Santiago del Cile Durata: ? - Spettatori: ? | Uruguay   | 3 - 2 | Perù      | 22-25, 27-25, 28-26, 20-25, 15-9 |
| 9 agosto 2017 Centro Olimpico, Santiago del Cile Durata: ? - Spettatori: ? | Cile      | 1 - 3 | Argentina | 18-25, 25-21, 15-25, 22-25       |

##### Classifica
| Pos | Squadra   | Pt | G | V | P | SV | SP | Ratio | PF  | PS  | Ratio |
| --- | --------- | -- | - | - | - | -- | -- | ----- | --- | --- | ----- |
| 1   | Argentina | 9  | 3 | 3 | 0 | 9  | 1  | 9.000 | 246 | 183 | 1.344 |
| 2   | Cile      | 6  | 3 | 2 | 1 | 7  | 3  | 2.333 | 230 | 199 | 1.155 |
| 3   | Uruguay   | 2  | 3 | 1 | 2 | 3  | 8  | 0.375 | 216 | 260 | 0.830 |
| 4   | Perù      | 1  | 3 | 0 | 3 | 2  | 9  | 0.222 | 212 | 262 | 0.809 |

### Fase finale

#### Finali 1º e 3º posto
|  | Semifinali | Semifinali | Semifinali |         |           | Finale 1º/2º posto | Finale 1º/2º posto | Finale 1º/2º posto |  |
|  |            |            |            |         |           |                    |                    |                    |  |
|  | Argentina  | Argentina  | 2          |         |           |                    |                    |                    |  |
|  | Argentina  | Argentina  | 2          |         |           |                    |                    |                    |  |
|  | Venezuela  | Venezuela  | 3          |         |           |                    |                    |                    |  |
|  | Venezuela  | Venezuela  | 3          |         | Venezuela | Venezuela          | 0                  |                    |  |
|  |            |            |            |         | Venezuela | Venezuela          | 0                  |                    |  |
|  |            |            | Brasile    | Brasile | 3         |                    |                    |                    |  |
|  | Brasile    | Brasile    | Brasile    | Brasile | 3         | 3                  |                    |                    |  |
|  | Brasile    | Brasile    |            |         |           | 3                  |                    |                    |  |
|  | Cile       | Cile       | 0          |         |           | Finale 3º/4º posto | Finale 3º/4º posto | Finale 3º/4º posto |  |
|  | Cile       | Cile       | 0          |         |           |                    |                    |                    |  |
|  |            |            |            |         |           |                    |                    |                    |  |
|  |            |            |            |         |           | Argentina          | Argentina          | 3                  |  |
|  |            |            |            |         |           | Argentina          | Argentina          | 3                  |  |
|  |            |            |            |         |           | Cile               | Cile               | 0                  |  |

##### Semifinali
| 10 agosto 2017 Centro Olimpico, Santiago del Cile Durata: ? - Spettatori: ? | Brasile   | 3 - 0 | Cile      | 25-20, 25-12, 25-14               |
| 10 agosto 2017 Centro Olimpico, Santiago del Cile Durata: ? - Spettatori: ? | Argentina | 2 - 3 | Venezuela | 24-26, 25-15, 26-24, 24-26, 13-15 |

##### Finale 3º posto
| 11 agosto 2017 Centro Olimpico, Santiago del Cile Durata: ? - Spettatori: ? | Argentina | 3 - 0 | Cile | 25-18, 25-22, 25-21 |

##### Finale
| 11 agosto 2017 Centro Olimpico, Santiago del Cile Durata: ? - Spettatori: ? | Venezuela | 0 - 3 | Brasile | 21-25, 6-25, 18-25 |

#### Finali 5º e 7º posto
|  | Semifinali | Semifinali | Semifinali |          |         | Finale 5º/6º posto | Finale 5º/6º posto | Finale 5º/6º posto |  |
|  |            |            |            |          |         |                    |                    |                    |  |
|  | Uruguay    | Uruguay    | 3          |          |         |                    |                    |                    |  |
|  | Uruguay    | Uruguay    | 3          |          |         |                    |                    |                    |  |
|  | Paraguay   | Paraguay   | 0          |          |         |                    |                    |                    |  |
|  | Paraguay   | Paraguay   | 0          |          | Uruguay | Uruguay            | 1                  |                    |  |
|  |            |            |            |          | Uruguay | Uruguay            | 1                  |                    |  |
|  |            |            | Colombia   | Colombia | 3       |                    |                    |                    |  |
|  | Perù       | Perù       | Colombia   | Colombia | 3       | 0                  |                    |                    |  |
|  | Perù       | Perù       |            |          |         | 0                  |                    |                    |  |
|  | Colombia   | Colombia   | 3          |          |         | Finale 7º/8º posto | Finale 7º/8º posto | Finale 7º/8º posto |  |
|  | Colombia   | Colombia   | 3          |          |         |                    |                    |                    |  |
|  |            |            |            |          |         |                    |                    |                    |  |
|  |            |            |            |          |         | Paraguay           | Paraguay           | 1                  |  |
|  |            |            |            |          |         | Paraguay           | Paraguay           | 1                  |  |
|  |            |            |            |          |         | Perù               | Perù               | 3                  |  |

##### Semifinali
| 10 agosto 2017 Gimnasio Olímpico Regional UFRO, Temuco Durata: ? - Spettatori: ? | Uruguay | 3 - 0 | Paraguay | 25-16, 25-17, 25-20 |
| 10 agosto 2017 Gimnasio Olímpico Regional UFRO, Temuco Durata: ? - Spettatori: ? | Perù    | 0 - 3 | Colombia | 19-25, 19-25, 16-25 |

##### Finale 7º posto
| 11 agosto 2017 Gimnasio Olímpico Regional UFRO, Temuco Durata: ? - Spettatori: ? | Paraguay | 1 - 3 | Perù | 25-23, 17-25, 18-25, 21-25 |

##### Finale 5º posto
| 11 agosto 2017 Gimnasio Olímpico Regional UFRO, Temuco Durata: ? - Spettatori: ? | Uruguay | 1 - 3 | Colombia | 25-23, 20-25, 20-25, 19-25 |

## Podio

### Campione
Formazione: 1 Bruno de Rezende, 2 Isac Santos, 3 Tiago Brendle, 4 Wallace de Souza, 5 Raphael de Oliveira, 6 Otávio Pinto, 7 Rodrigo Leão, 8 Maurício de Souza, 9 Douglas de Souza, 10 Lucas Saatkamp, 11 Thales Hoss, 12 Ricardo Lucarelli, 13 Maurício Silva, 14 Renan Buiatti, CT: Renan Dal Zotto

### Secondo posto
Formazione: 1 Régulo Briceño, 2 Fernando González, 3 Héctor Mata, 4 Emerson Rodriguez, 5 Edson Valencia, 6 José Carrasco, 7 José Enríquez, 8 Julio Pérez, 9 Ronald Martínez, 10 Luís Arias, 11 Ronald Fayola, CT: Ronald Sarti

### Terzo posto
Formazione: 1 Alejandro Toro, 2 Fabián Flores, 4 Maximiliano Cavanna, 5 Ignacio Fernández, 6 Cristian Poglajen, 10 Nicolás Bruno, 11 Sebastián Solé, 12 Bruno Lima, 13 Santiago Darraidou, 14 Pablo Crer, 15 Luciano De Cecco, 16 Alexis González, 17 Gonzalo Quiroga, 18 Martín Ramos, CT: Julio Velasco

## Classifica finale
| Pos | Squadra   | Qualificazione           |
| --- | --------- | ------------------------ |
|     | Brasile   | Campionato mondiale 2018 |
|     | Venezuela |                          |
|     | Argentina |                          |
| 4   | Cile      |                          |
| 5   | Colombia  |                          |
| 6   | Uruguay   |                          |
| 7   | Perù      |                          |
| 8   | Paraguay  |                          |

## Premi individuali
| Premio                | Nome                | Squadra   |
| --------------------- | ------------------- | --------- |
| MVP                   | Maurício Silva      | Brasile   |
| Miglior palleggiatore | Bruno de Rezende    | Brasile   |
| Miglior opposto       | Wallace de Souza    | Brasile   |
| Miglior schiacciatore | Ricardo Lucarelli   | Brasile   |
| Miglior schiacciatore | Vicente Parraguirre | Cile      |
| Miglior centrale      | José Verdi          | Venezuela |
| Miglior centrale      | Sebastián Solé      | Argentina |
| Miglior libero        | Héctor Mata         | Venezuela |